# Lepidosaphes ixorae
Lepidosaphes ixorae är en insektsart som beskrevs av Cockerell och Robinson 1915. Lepidosaphes ixorae ingår i släktet Lepidosaphes och familjen pansarsköldlöss.
Artens utbredningsområde är Filippinerna. Inga underarter finns listade i Catalogue of Life.